# Pierre Dulaine
Pierre Dulaine (sinh 23 tháng 4 năm 1944) là một vũ công đã có ảnh hướng lớn và cũng là nhân vật chính trong bộ phim Take the Lead. Ông là một nhân vật có thật, sống tại Thành phố New York. Ông là người đã truyền đạt và mang những kĩ thuật biểu diễn của mình đi khắp các trường học ở Mỹ. Ngày nay, có hơn 20.000 sinh viên trên khắp nước Mỹ được học và dạy các bài khiêu vũ của Pierre Dulaine. Và ông, dĩ nhiên, trở thành một người nổi tiếng và được biết đến chỉ ở thành phố New York mà cả những vùng lân cận.